# Atarba (Atarbodes) dicera
Atarba (Atarbodes) dicera is een tweevleugelige uit de familie steltmuggen (Limoniidae). De soort komt voor in het Oriëntaals gebied.